# Philip Mitchell
Sir Philip Euen Mitchell, né le 1er mai 1890 à Wimbledon et mort le 11 octobre 1964 à Gibraltar, est un gouverneur colonial britannique.

## Biographie
Grâce à une bourse au mérite, il suit pendant deux ans des études classiques au Trinity College de l'université d'Oxford, mais abandonne ensuite ses études. Il intègre l'administration impériale et est posté comme résident adjoint au Nyasaland de 1912 à 1919. Il y apprend le chewa, puis également le swahili qu'il parle ensuite couramment, et intègre le régiment King's African Rifles durant la Première Guerre mondiale, atteignant le grade de capitaine,. Haut fonctionnaire dans l'administration coloniale au Tanganyika dans les années 1920 et 1930, il est gouverneur de l'Ouganda de 1935 à 1940. Il y met en place des politiques de développement visant à préparer progressivement la colonie à son autonomie politique. Durant la Seconde Guerre mondiale, il est fait administrateur des colonies italiennes prises par les Britanniques en Afrique, et signe notamment un traité avec l'empereur d'Éthiopie Haile Selassie après la libération de ce pays.
Gouverneur des Fidji de 1942 à 1944, il est ensuite gouverneur du Kenya de 1944 à 1952, et est fait chevalier grand croix de l'ordre de Saint-Michel et Saint-Georges en 1947. En février 1952, il y accueille la princesse Élisabeth, qui devient la reine Élisabeth II durant son court séjour au Kenya, en raison du décès de son père le roi George VI. Il prend sa retraite en juin et s'établit comme agriculteur à Subukia dans la vallée du Rift du Kenya.